# Conops claripennis
Conops claripennis är en tvåvingeart som beskrevs av Enrico Adelelmo Brunetti 1923. Conops claripennis ingår i släktet Conops och familjen stekelflugor. Inga underarter finns listade i Catalogue of Life.